# Gorgofreddo
Gorgofreddo è una frazione di circa 700 abitanti del comune di Monopoli, nella città metropolitana di Bari.

## Geografia fisica
Sorge a circa 8 chilometri di distanza dal centro cittadino di Monopoli. In uno slargo sorge la Chiesa di Santa Maria Immacolata, edificata nei primi anni '20, grazie all'iniziativa e l'impegno degli abitanti del posto.

## Eventi
Rinomata è la festa in onore di Maria Immacolata, Santi Medici e San Pio, che si tiene nella seconda domenica di agosto, con la fiera delle frittelle e delle polpette.